# Mokokchūng (distrikt)
Mokokchūng är ett distrikt i Indien.   Det ligger i delstaten Nagaland, i den östra delen av landet, 1 700 km öster om huvudstaden New Delhi. Antalet invånare är 194 622. Arean är 1 615 kvadratkilometer. Mokokchūng gränsar till Wokha.
Terrängen i Mokokchūng är bergig åt sydost, men åt nordväst är den kuperad.
Följande samhällen finns i Mokokchūng:
- Mokokchūng